# NGC 6395
NGC 6395 este o galaxie spirală situată în constelația Dragonul. A fost descoperită în 18 septembrie 1884 de către Edward D. Swift⁠(d). Se află la o distanță de 19,59 megaparseci de Pământ.